# Miguel Miramón
Miguel Gregorio de la Luz Atenógenes Miramón y Tarelo (Città del Messico, 29 settembre 1832 – Querétaro, 19 giugno 1867) è stato un generale e politico messicano.
Miguel Miramòn fu il più giovane presidente che il Messico abbia mai avuto. Era conosciuto come "Il Giovane Maccabeo".

## Biografia
Nato da una famiglia di origine francese, Miguel Miramón, dopo essere entrato giovanissimo nell'esercito e aver combattuto nella guerra contro gli Stati Uniti, si dedicò all'attività politica, militando nelle file del partito conservatore. Militare di carriera, nel 1857 aderì al colpo di Stato dei conservatori (guidati dal generale Félix María Zuloaga), ostili alla politica liberale del presidente del Messico Ignacio Comonfort, ribellandosi con il suo reggimento di stanza a Puebla. Il golpe andò a buon fine e Zuloaga, occupata Città del Messico nel gennaio 1858, depose ed esiliò Comonfort e venne proclamato Presidente del Messico.
Scoppiata la guerra civile tra i conservatori e i liberali, guidati da Benito Juárez, già vicepresidente di Comonfort e nominato presidente ad interim, Miramón riuscì a sconfiggere in diverse battaglie l'esercito liberale, adottando talvolta metodi spietati, come la fucilazione di tutti i prigionieri. Dopo le dimissioni di Zuloaga, divenne il capo del partito conservatore, venendo proclamato, il 2 febbraio 1859, presidente del Messico. In tal veste, partì con le sue truppe per assediare Veracruz, capitale del governo provvisorio liberale di Juárez, sostenuto dagli Stati Uniti; proprio per via del sostegno del governo di Washington, che inviò la propria marina militare nel porto messicano per proteggere il governo liberale, Miramón dovette desistere dall'impresa e ritirarsi verso la capitale, subendo, durante la ritirata, due sonore sconfitte.
Dimessosi il 12 agosto 1860 dalla carica presidenziale a favore di José Ignacio Pavón, la riassunse tre giorni dopo, organizzando subito dopo una nuova offensiva per sbaragliare gli avversari in una battaglia campale. Lo scontro tra i conservatori, guidati dallo stesso presidente, e i liberali, alla testa dei quali vi era il generale Jesús Gonzales Ortega, avvenne il 22 dicembre 1860 a San Miguel de Calpulalpam, e si risolse a favore delle truppe liberali. Preso atto della sconfitta, Miramón rassegnò le dimissioni due giorni dopo e partì per l'esilio, rifugiandosi prima a Cuba e poi a Parigi. Riuscì a rientrare in Messico nel 1862, durante il Secondo intervento francese in Messico, quando la Francia di Napoleone III, per difendere i propri interessi economici di fronte al congelamento del debito estero messicano attuato da Juárez, invase il Paese centroamericano, facendo proclamare da un'assemblea di notabili messicani il Secondo Impero messicano, offrendo la corona imperiale all'arciduca austriaco Massimiliano d'Asburgo, fratello dell'imperatore asburgico Francesco Giuseppe d'Asburgo.
Miramón decise di mettersi al servizio del nuovo regime, ottenendo importanti incarichi, come la nomina a gran maresciallo e ad ambasciatore a Berlino, nel 1864. Tuttavia, due anni dopo rientrò in patria per sostenere il sovrano messicano dopo l'annuncio della ritirata delle truppe francesi, le quali, su pressione americana, si accingevano ad abbandonare il Paese. Massimiliano, infatti, si rifiutò di abdicare e si preparò a resistere all'avanzata dei repubblicani, trincerandosi nel febbraio 1867, nella cittadina di Santiago de Querétaro, pur contro il parere di Miramón, che considerava la posizione troppo poco adatta alla difesa. Ben presto le truppe repubblicane, al comando del generale Mariano Escobedo, misero infatti l'assedio alla piazzaforte: sulle prime, Miramón riuscì a respingere gli attacchi, ma, dopo il tradimento del colonnello Miguel López, che, il 5 maggio consegnò agli assedianti la vitale postazione di La Cruz, la situazione si fece insostenibile.
Quindi, insieme all'imperatore e al generale Tomás Mejía, tentò di fare una sortita per rompere l'accerchiamento, ma i tre vennero catturati e condannati a morte da un tribunale militare messicano. Massimiliano, Miramón e Mejía furono fucilati il 19 giugno 1867 nel Cerro de Las Campanas a Querétaro, da un plotone d'esecuzione comandato dal generale Escobedo. I suoi resti vennero deposti nel Pantheon di San Fernando, ma nel 1872, dopo la morte di Juárez, la moglie, Concepción Lombardo, chiese che venissero traslati in una delle cappelle della Cattedrale di Puebla.